# Turgut Özal
Turgut Özal (phát âm tiếng Thổ Nhĩ Kỳ: [tuɾˈɡut øˈzaɫ]; 13 tháng 10 năm 1927 – 17 tháng 4 năm 1993) là Tổng thống Thổ Nhĩ Kỳ thứ 8 từ năm 1989 đến năm 1993. Trước đó ông là Thủ tướng Thổ Nhĩ Kỳ thứ 19 từ năm 1983 đến năm 1989 với tư cách lãnh đạo Đảng Tổ quốc. Ông là Phó Thủ tướng Thổ Nhĩ Kỳ trong chính phủ quân sự của Bülend Ulusu giữa năm 1980 và năm 1982.